# Lejkowiec fioletowy

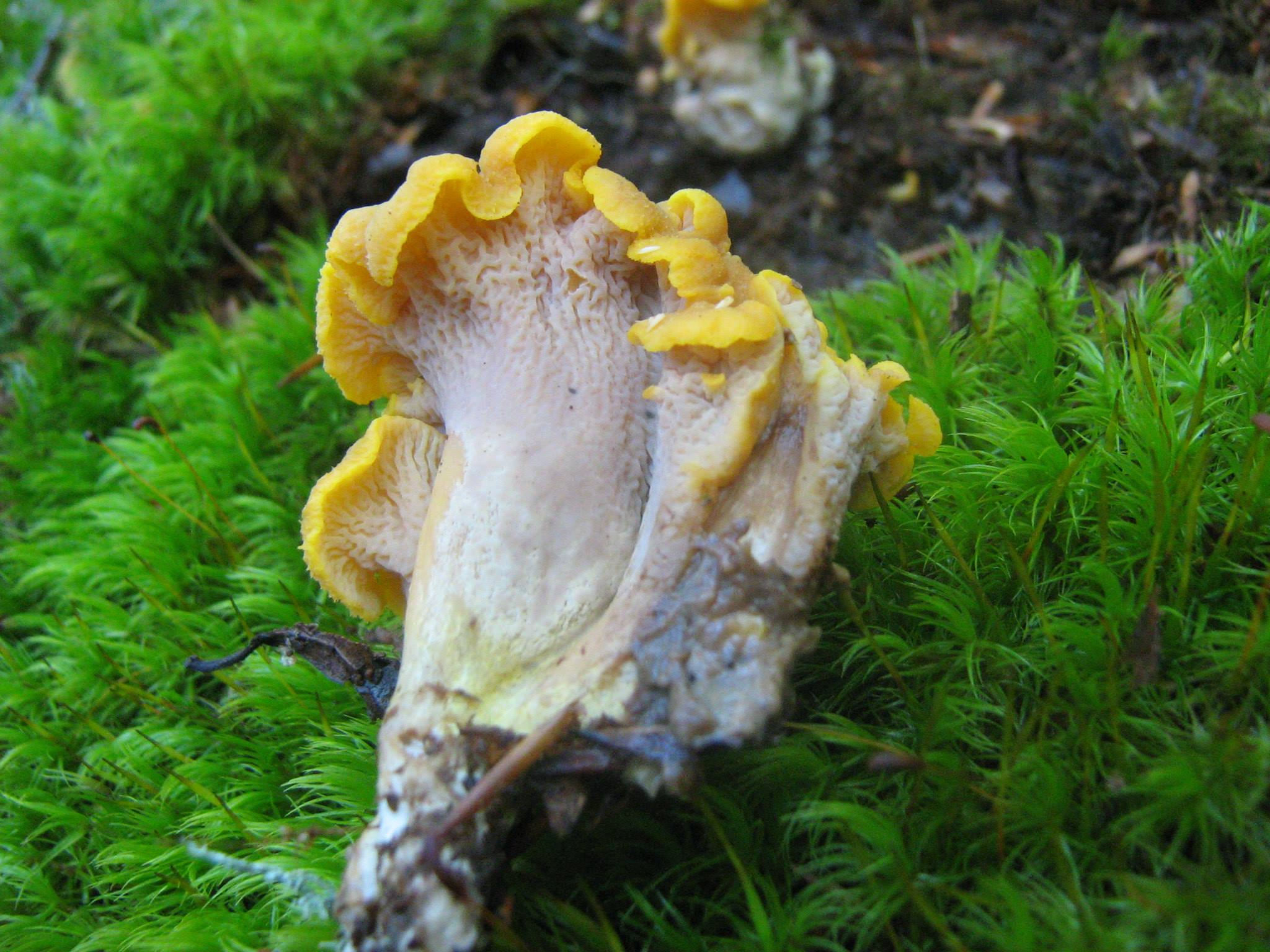

Lejkowiec fioletowy (Cantharellus ianthinoxanthus (Maire) Kühner) – gatunek grzybów z rodziny kolczakowatych (Hydnaceae).

## Systematyka i nazewnictwo
Pozycja w klasyfikacji według Index Fungorum: Cantharellus, Hydnaceae, Cantharellales, Incertae sedis, Agaricomycetes, Agaricomycotina, Basidiomycota, Fungi.
Po raz pierwszy takson ten opisał w 1883 r. René Charles Maire jako odmianę pieprznika jadalnego Cantharellus cibarius var. ianthinoxanthus. W 1947 r. Robert Kühner podniósł go do rangi odrębnego gatunku.
Synonimy nazwy naukowej:
- Cantharellus cibarius var. ianthinoxanthus Maire 1912
- Craterellus ianthinoxanthus (Maire) Pérez-De-Greg., in Carbó, Pérez-De-Gregorio, Rocabruna, Vila, Llistosella, Tabarés, Ballarà, Rodríguez, Torrent & Cortés 2000[2].

Polską nazwę nadała Komisja ds. Polskiego Nazewnictwa Grzybów Polskiego Towarzystwa Mykologiczneg w 2025 r. Jest niespójna z aktualną nazwą naukową.

## Morfologia
Kapelusz
Średnica 2–4 cm, nieregularny, u dojrzałych okazów lejkowaty. Brzeg początkowo podwinięty, potem falisty. Powierzchnia sucha, gładka lub lekko aksamitna, żółtopomarańczowa, czasem szafranowa z liliowym odcieniem.
Hymenofor
Listewkowy (phlebioidalny), utworzony przez niskie, dość rzadkie fałdy, niezbyt wyraźne i nieco zbiegające na trzon, o kolorze pomarańczowożółtym, z wiekiem przebarwiające się na szaroliliowo.
Trzon
Wysokość 3–4 cm, grubość do 1,5 cm, o kształcie odwróconego stożka, nieco jaśniejszy od blaszek. Czasami na jednym trzonie wyrastają dwa kapelusze.
Miąższ
Białawy, nie zmieniający barwy po uszkodzeniu, ma łagodny zapach i smak.
Cechy mikroskopowe
Podstawki 76,6–112 × 8,9–13,8, wydłużone i wąskie, lekko maczugowate, u nasady strzałkowate, z 4 do 5 sterygmami. Bazydiospory średnio 9,68 × 7,21 µm, Qe = 1,35. Strzępki w subhymenium o szerokości 4–7,9 µm. Cystyd brak, sprzążki występują na wszystkich strzępkach<red name=can/>.

## Gatunki podobne
Może zostać pomylony z lejkowcem czarniawym (Cantharellus melanoxeros), który ma większe owocniki oraz bardziej zbiegające na trzon listewki hymenoforu. Gatunek ten odróżnia również bardziej intensywny żółty kolor i czernienie z wiekiem oraz po uszkodzeniu.

## Występowanie i siedlisko
Znane jest występowanie Cantharellus ianthinoxanthus tylko w Europie. W Polsce uważany był za odmianę pieprznika jadalnego i brak go w opracowanym w 2003 r. przez Władysława Wojewodę wykazie wielkoowocnikowych grzybów podstawkowych. Po raz pierwszy jego stanowisko podano w 2017 r.
Naziemny grzyb mykoryzowy.